# Rappenstein
Il Rappenstein con 2.222 m s.l.m. è una montagna della Catena del Reticone nelle Alpi Retiche occidentali. Si trova nel comune di Triesen e Balzers.